# Formin
 (juillet 2025).
Si vous disposez d'ouvrages ou d'articles de référence ou si vous connaissez des sites web de qualité traitant du thème abordé ici, merci de compléter l'article en donnant les références utiles à sa vérifiabilité et en les liant à la section « Notes et références ».
Formin (prononcé /fɔɾˈmiːn/) est un village à l'est de Ptuj, dans le nord-est de la Slovénie. Il se trouve dans la municipalité de Gorišnica, entre la rive droite de la rivière Pesnica et un canal artificiel de la rivière Drava, créé pour être utilisé par la centrale hydroélectrique de Formin, construite en 1978 au sud du village. Formin appartenait traditionnellement à la région de Styrie. Le village fait maintenant partie de la région statistique de la Drava. 
Le village est proche de la Croatie.
Il y a une petite chapelle-sanctuaire dans le village construite en 1914.
Formin était sur l'artère principale (Via Militaris) qui conduisait depuis Poetovio à Sirmium en suivant la vallée de la Drava.
En 333, l'anonyme de Bordeaux, en route vers Jérusalem y passa. Il nota sur son itinéraire Mutatio Ramista à 9 milles romains de Poetovio (Ptuj). Elle précédait la mansio Acquaviva (positionnée vers Petrijanec) de 9 autres milles. 